# Брасс, Ганс
Ганс Брасс (нем. Hans Brass; 9 июня 1885, Везель — 30 мая 1959, Берлин) — немецкий художник и график, известный своими экспрессионистскими работами.

## Жизнь и творчество
Родился в семье прусского офицера. В возрасте 11 лет поступил в военное (кадетское) училище, однако вследствие желания стать художником оставил обучение. Затем в течение 2-х лет посещал Школу прикладного искусства в Магдебурге, которое оплачивал его отец — однако бросил и эту школу. Переехав в Берлин, Г. Брасс трудился маляром, занимался другими случайными работами. В 1904 году нашёлся меценат, оплативший обучение Брасса в мюнхенской частной художественной школе Вильгельма фон Дебшица. Однако и здесь Г. Брасс оставался недолго. Поссорившись с владельцем, он покинул Мюнхен.
Вернувшись в Берлин, Брасс работал графиком в типографии Моззе, сотрудничал в литературном журнале «Arena». В 1908 он вступил в брак с Кларой Краузе. В 1915 году, в разгар Первой мировой войны, Г. Брасс был призван солдатом в германскую армию. Увиденное им на фронте привело художника в лагерь экспрессионистов. С 1917 года он принадал к кругу интеллигенции, группировавшейся вокруг издаваемого Херватом Уолденом журнала Der Sturm. Политические убеждения Брасса того времени можно охарактеризовать как левосоциалистические, он вступил в Ноябрьскую группу художников (Novembergruppe). Брасс выставлял свои картины в Берлине и постепенно приобрёл известность. Художественная критика в своих статьях оценивала его творчество позитивно.
В 1921 году Брасс развёлся с Кларой и переехал со своей новой подругой Мартой Вегшейдер в Аренсхоп. Здесь они вместе открыли художественную «Пёструю студию (Bunte Stube)». В 1927—1930 годах Брасс занимал пост председателя местной общины и практически на это время перестал рисовать. В 1931 году после тяжёлого несчастного случая он вернулся в Берлин и принял католичество. Попытка вернуться к карьере художника не удалась, в годы правления национал-социалистов его творчество было обозначено как дегенеративное. После исключения из Имперской палаты по культуре Брасс совершенно прекратил рисовать. В 1937 году он вернулся в Аренсхоп, женился на Марте Вегшейдер и до 1948 работал в «Пёстрой студии». С 1944 года Брасс вновь много рисовал. В 1950 он развёлся с женой и уехал в Восточный Берлин. Здесь творчество Брасса переживало подъём: в Берлине прошли успешные выставки его работ, они издавались также как иллюстрации в восточногерманской прессе. В то же время в ГДР художник зачастую воспринимался как формалист в связи с его абстрактными произведениями. В Западной же Германии того времени картины Г. Брасса считались чересчур «реалистическими».
До начала Первой мировой войны Г. Брасс писал свои полотна исходя из консервативной теории «прекрасного искусства». Это были преимущественно пейзажи. От этого периода его творчества сохранилось мало. В 1917—1923 годы он создал многочисленные полотна масляными красками, графические работы, рисунки. Они выполнены в экспрессионистском стиле, а также под влиянием кубизма и футуризма. Начиная с 1921 года, всё более Брасс увлекается абстрактным искусством. Из этих его произведений также сохранились немногие.
В 1923—1933 годах художник писал лишь отдельные картины и графические произведения, частью абстрактные, частью — посвящённые природе Аренсхопа, — в том числе серию малоформатных масляных работ на темы из этого городка, сильно отличающуюся стилистически от обычного в творчестве Г. Брасса. Позднее писал картины преимущественно религиозного содержания. После 1944 года вновь много рисовал, как картины религиозные, так и посвящённые природе, растениям и цветам. На основании накопленного экспрессионистского опыта Г. Брасс разработал свой особый художественный стиль (около 1948 года). В дальнейшем создал рисунки тушью и углём, натюрморты и интерьеры маслом, частично и полностью абстрактные произведения. После 1952 года Г. Брасс больше не занимался графикой, в то же время посвящая много времени акварели. Он писал пейзажи и сценки из своего сада, цветы, а в 1956 — серию абстрактных картин.
В 2010 году, к 125-летию со дня рождения художника, в музеях Везеля и Берлина прошли юбилейные выставки его произведений.